# Tripudia balteata
Tripudia balteata is een vlinder uit de familie van de uilen (Noctuidae). De wetenschappelijke naam van deze soort is voor het eerst voorgesteld door John Bernhardt Smith in een publicatie uit 1900.
De soort komt voor in de Verenigde Staten, de Antillen en Brazilië.